# Serie Radeon RX 5000
La serie Radeon RX 5000 es una serie de procesadores gráficos desarrollados por AMD, basados en su arquitectura RDNA. La serie está dirigida al segmento principal de gama media a alta y es la sucesora de la serie Radeon RX Vega. El lanzamiento se produjo el 7 de julio de 2019. Se fabrica utilizando el proceso de fabricación de semiconductores FinFET de 7 nm de TSMC.

## Arquitectura
Las GPU Navi son las primeras GPU AMD que utilizan la nueva arquitectura RDNA, cuyas unidades de cómputo se han rediseñado para mejorar la eficiencia y las instrucciones por reloj (IPC). Cuenta con una jerarquía de caché de varios niveles, que ofrece un mayor rendimiento, una latencia más baja y un menor consumo de energía en comparación con la serie anterior. Navi también cuenta con un controlador de memoria actualizado con soporte GDDR6.
La pila de codificación ha cambiado de usar Unified Video Decoder y Video Coding Engine a usar Video Core Next. VCN se utilizó anteriormente en la implementación de GCN de quinta generación (Vega) en Raven Ridge, aunque no se utilizó en otras líneas de productos Vega.

### Vulkan (API)
Vulkan 1.2 es compatible con Adrenalin 20.1.2 y Linux Mesa3D 20.0.0.
Vulkan 1.3 es compatible con Adrenalin 22.1.2 y Linux Mesa3D 22.0.0.

### Soporte BAR redimensionable
PCIe con BAR(branded as Smart Access Memory - Marcado como memoria de acceso inteligente) redimencionable es compatible con Adrenalin 21.9.1 o superior.
Esta función (disponible por primera vez en la serie RX 6000) ahora es compatible con las GPU de la serie RX 5000.

## Características de la serie Radeon RX 5000
Las características de la serie AMD Radeon RX 5000 incluyen:
- Nueva microarquitectura RDNA
- Proceso de fabricación TSMC 7nm
- Compatibilidad con DirectX 12.0
- Memoria GDDR6
- Compatibilidad con PCIe 4.0
- Compatibilidad de PCIe con BAR redimensionable
- Compatibilidad con AMD MGPU[15]
- Compatibilidad con AMD FreeSync
- DisplayPort 1.4a
- HDMI 2.0b
- Video Core Next 2.0